# Juan Villar
Juan Villar Vázquez (ur. 19 maja 1988 w Corteganie) – hiszpański piłkarz występujący na pozycji napastnika w CA Osasuna.